# Feliks Myśliwiec
Feliks Myśliwiec (ur. 26 maja 1893 w Ludwinie w powiecie wieluńskim, zm. 30 czerwca 1920 na froncie polsko-bolszewickim) – żołnierz 27 pułku piechoty, uczestnik wojny polsko-bolszewickiej. Kawaler Orderu Virtuti Militari

## Życiorys
Urodził się w rodzinie Jana i Marianny z d. Bieś 26 maja 1893 we wsi Ludwina. Wstąpił jako ochotnik do 27 pułku piechoty. Był żołnierzem 7 kompanii w II batalionie. Walczył z Ukraińcami i bolszewikami. Szczególnie odznaczył się podczas walk z 1 Konną Armią Budionnego. Poległ 30 czerwca 1920 na szosie pomiędzy Antonówką a Wołodarką (nad Słuczą), podawana jest również miejscowość Suszczany, kiedy strzelał w pozycji stojącej podczas szarży nieprzyjaciela. Za ten czyn odznaczony pośmiertnie Krzyżem Virtuti Militari. Posiadał stopień starszego szeregowego. Rodziny nie założył.

## Ordery i odznaczenia
- Krzyż Srebrny Orderu Virtuti Militari nr 1464[1][2][3]